# Zoran Janković
Zoran Janković (* 1. ledna 1953 Saraorci) je slovinský politik.

## Životopis
Narodil se v osadě Saraorci u Smedereva v dnešním Srbsku, kde prožil své dětství. Později se rodina přestěhovala do Lublaně, kde nejprve navštěvoval základní školu, poté gymnázium a následně odpromoval na Ekonomické fakultě Univerzity v Lublani. V roce 1974 si vzal za manželku Miju Virant, sestřenici Gregora Viranta.
Po skončení univerzity v roce 1978 nastoupil do investičního oddělení Pošty Slovinska. Od roku 1979 zastupoval společnost Grič Zagreb, v letech 1984 až 1988 byl ředitelem společnosti Mercator Investa. Následně, do roku 1990, kdy založil společnost Electa, pracoval v řídících funkcích společnosti Emona. Do podzimu 1997 byl ředitelem společnosti Electa, poté předsedou představenstva společnosti Mercator. V roce 2005 byl z funkce odvolán, což sice mělo souviset s příchodem nového vlastníka, avšak o jeho sesazení se měl zasadit i tehdejší premiér Janez Janša (SDS), jenž však jakoukoliv svou roli odmítl.
Zanedlouho vstoupil Janković do komunální politiky: 22. října 2006 byl většinou hlasů zvolen v prvním kolem županem městské občiny Lublaně a jeho kandidátka získala 23 z 45 mandátů v zastupitelstvu. Podobně dopadly volby i v roce 2010: Jankovič byl zvolen opět v prvním kole a jeho kandidátka získala dokonce o dva mandáty více. Nedlouho po volbách v roce 2006 se Lublaň dostala do sporu s tehdejší Janšovou vládou, když v důsledku nového zákona o financování občin (od 1. ledna 2007) měla Lublaň přijít o 60 milionů €, a tak se Lublaň spolu s dalšími občinami obrátila na Ústavní soud Republiky Slovinsko, jenž některé pasáže zákona nakonec skutečně označil za protiústavní.
Poté, co na podzim 2011 padla Pahorova vláda, oznámil, že se bude ucházet o funkci premiéra. Janković patří mezi nejbohatší Slovince, když se jeho majetek odhaduje na necelých 31 milionů €.